# Ditrysia
Ditrysia constitui uma divisão da ordem Lepidoptera, sendo considerado um grupo natural (monofilético), mas de estabilidade taxonômica questionável. Em oposição à divisão Monotrysia (que não é um agrupamento natural de linhagens), inclui aqueles lepidópteros cujas fêmeas adultas possuem duas aberturas genitais distintas: uma para cópula e outra para a postura de ovos.

Inclui cerca de 98% das espécies descritas de Lepidoptera, sendo de mariposas e borboletas cujas lagartas e taturanas normalmente alimentam-se de tecidos das plantas, e os adultos principalmente de néctar floral. Inclui grupos de famílias de espécies "microlepidópteras" de menor porte e formato particular das asas, em oposição às Macrolepidoptera do grupo Apoditrysia, que inclui as espécies de maior porte.